# Danuta Boguszewska-Chlebowska
Danuta Boguszewska-Chlebowska (ur. 13 lutego 1921 w Chełmie, zm. 7 sierpnia 2013 w Krakowie) – polska malarka i graficzka.

## Życiorys
Absolwentka Akademii Sztuk Pięknych w Krakowie z 1953 r. Jeszcze w trakcie studiów podjęła pracę ilustratora w Dzienniku Polskim i Życiu Literackim, gdzie zamieszczała rysunki ilustrujące wydarzenia kulturalne.
Od lat 60-XX wieku w jej twórczości pojawiła się tematyka łąk i chwastów, obecna w jej pracach potem aż do śmierci artystki, przez co zyskała przydomek "Łąkowej Królowej". Jej prace zdobyły uznanie i prezentowane były na blisko 115 wystawach zbiorowych i indywidualnych, zarówno w kraju jak i zagranicą, a także trafiły do zbiorów muzeów i prywatnych kolekcji na całym świecie, w tym między innymi w: Australii, Austrii, Francji, Danii, Holandii, Japonii, Kanadzie, Niemczech, Norwegii, Szwecji, USA, Watykanie, Włoszech oraz na Wyspach Kanaryjskich.
Zmarła 7 sierpnia 2013 r. Pogrzeb miał miejsce 19 sierpnia tego samego roku na cmentarzu wojskowym przy ul. Prandoty w Krakowie, kwatera XCVI-wsch.-13.

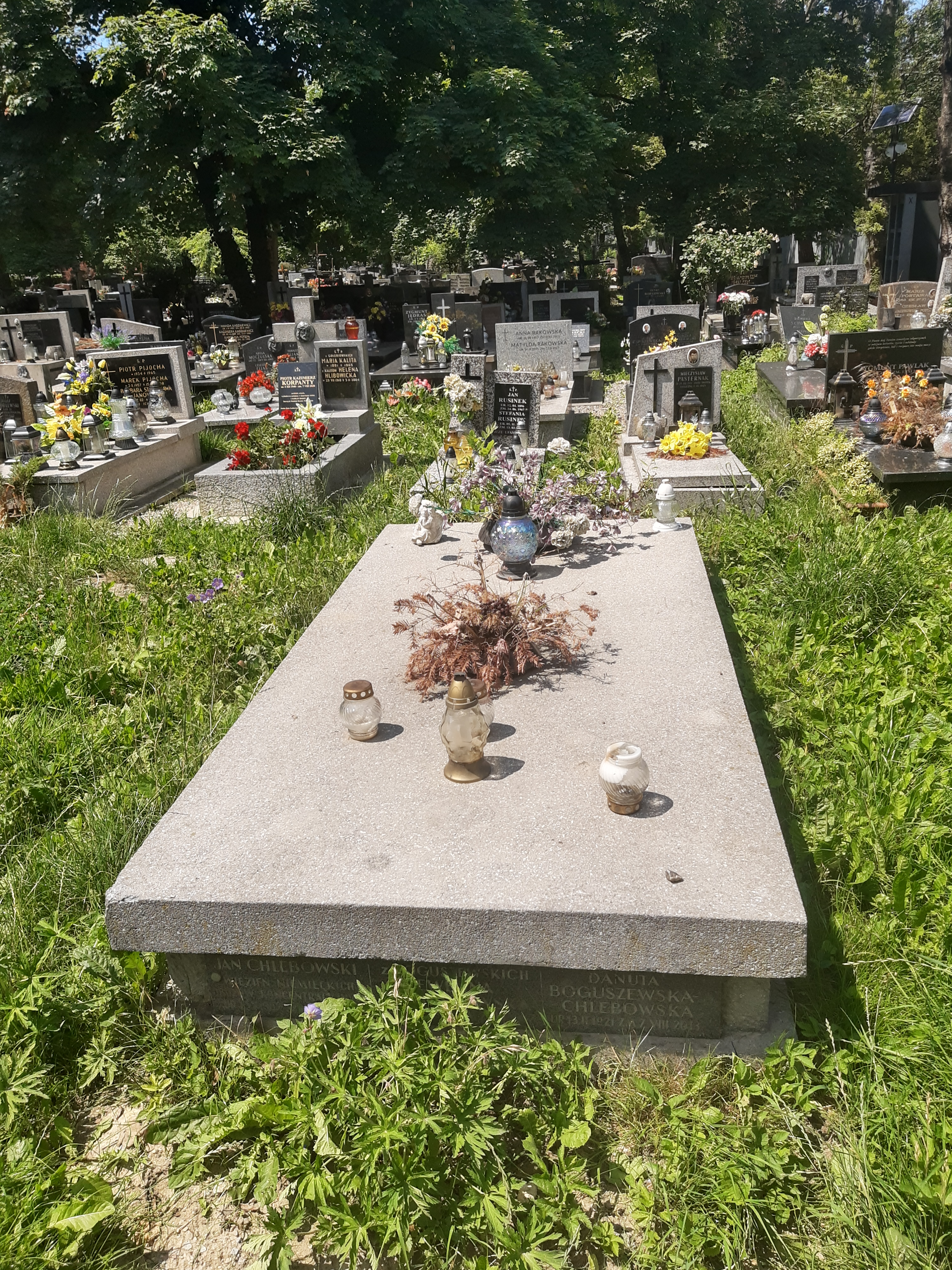
Grób Danuty Boguszewskiej-Chlebowskiej na cmentarzu wojskowym przy ul. Prandoty w Krakowie